# 慶來慶田城用緒
慶來慶田城用緒是15世紀後半葉琉球西表島的豪族。
出生在西表島西南的外離島。因該島土地狹窄難以生存，便遷居到了西表島的祖納村。
用緒與宮古島豪族仲宗根豐見親玄雅結為盟友。當時扼守宮古島航路的是石垣島北部的豪族、據守平久保一帶的加那按司。用緒拉攏其女僕，在這位女僕的帶路下攻滅了加那按司。
用緒的勢力延伸到了石垣島，與該島南部的豪族長田大主結為義兄弟。石垣島東部的豪族遠彌計赤蜂拒絕向琉球王府朝貢，長田大主勸之，赤蜂不聽，反而將長田大主的兄弟殺害。在用緒的幫助下，長田大主逃到了西表島避難。
1500年，發生遠彌計赤蜂之亂，赤蜂被琉球王府攻滅。此後，琉球王府授予用緒「西表首里大屋子」的官職。
其子孫為錦芳氏慶田城家。1770年代，其後裔寫成《慶來慶田城由來記》，記述一族的事蹟。